# Grevillea asparagoides
Espèce
Classification phylogénétique
Le Grevillea à feuilles d'asperge (Grevillea asparagoides) est une espèce de plante à fleurs de la famille des Proteaceae endémique dans le sud-ouest de l'Australie-Occidentale en Australie.
C'est un arbuste élancé de 0,5 à 2 mètres de haut. Les feuilles sont petites. Les fleurs, d'un rouge brillant, sont présentes de la fin de l'hiver au début de l'été (de juillet à décembre).